# مبارك ولد بيروك
امبارك ولد بيروك (من مواليد 1957 في أطار) هو روائي وصحفي ومستشار موريتاني، اشتهر بعد إصداره عدة روايات نال بعضها جوائز عالمية. تخرج من جامعة محمد الخامس في العاصمة المغربية الرباط حيث حصل على إجازة في القانون هناك، وعمل لعدة سنوات في مجال الصحافة في موريتانيا، وأصدر صحيفة باللغة الفرنسية عام 1988 تحت اسم «Mauritanie demain» (موريتانيا غدا)، لتكون أول منبر إعلامي مستقل في البلاد، ثم عمل مستشارا ثقافيا للرئيس السابق محمد ولد عبد العزيز (حكَم بين 2009 و2019)، ضِمن عدة مهام رسمية تقلدها في موريتانيا، وعلى الصعيد الأدبي تتسم رواياته بارتباطها الوثيق بالصحراء وشعوبها والحياة البدوية، وهي البيئة التي نشأ فيها منذ الصغر، وقد أصدر سبع روايات باللغة الفرنسية، بدأها برواية «ونسيت السماء أن تمطر» التي أصدرها عام 2006، و«قصص من الصحراء» (2009) و«شاعر الأمير» (2013)، و«طبل الدموع» التي أصدرها عام 2015.